# Nicholas Purcell
Nicholas Purcell est un historien et universitaire britannique. Il est professeur Camden d'histoire ancienne et membre du Brasenose College d'Oxford de 2011 à 2023. Avant d'occuper ce poste, il est maître de conférences en histoire ancienne à l'Université d'Oxford et chargé de cours au St John's College d'Oxford.

## Jeunesse et éducation
De 1974 à 1977, Purcell est étudiant de premier cycle au Worcester College d'Oxford, où il obtient un baccalauréat ès arts (BA). Pendant ses études au Worcester College, il est l'élève de Peter Brunt. Il est ensuite lauréat du All Souls College d'Oxford jusqu'en 1979. Il n'a pas de doctorat.

## Carrière universitaire
De 1979 à octobre 2011, il est chargé de cours au St John's College d'Oxford, succédant à Nicholas Sherwin-White. Il est élu membre de la British Academy (FBA) en 2007. Après être devenu professeur d'histoire ancienne à Camden en octobre 2011, il est élu membre du Brasenose College d'Oxford.
En 1998, Purcell donne les conférences Jerome à l'Université du Michigan et en 2008 les conférences Rostovtzeff à l'Université Yale. En 2010, il donnéeles Gray Lectures à l'Université de Cambridge. En 2012, Purcell devient le 98e professeur Sather de littérature classique à l'Université de Californie à Berkeley, donnant une conférence sur « Les histoires vénales : le caractère, les limites et l'importance historique de l'achat et de la vente dans le monde antique ». En 2012, il donne également la conférence commémorative Charles Alexander Robinson, Jr. à l'Université Brown intitulée « Diasporas romaines et texture de l'empire ». Purcell est également titulaire de la chaire d'excellence Pierre de Fermat à l'Université Toulouse II - Le Mirail.

## Recherches
Purcell s'intéresse à l'histoire sociale, économique et culturelle de Rome et de la ville de Rome ainsi que sur la mer Méditerranée et son histoire.
Purcell est particulièrement connu pour sa « vision écologique » de l’histoire ancienne ainsi que pour son expertise de l’histoire de la Méditerranée antique. La publication de son livre The Corrupting Sea: A Study of Mediterranean History (co-écrit avec Peregrine Horden) est saluée comme un « événement intellectuel notable ». La thèse principale du livre est que la Méditerranée est une région composée de micro-régions. L'ouvrage soutient que la Méditerranée doit être perçue en termes de lignes de force écologiques reliant d'innombrables petites régions et micro-économies plutôt qu'en termes de quelques métropoles célèbres. Purcell met l'accent sur la longue durée et insiste sur le fait que les différents thèmes de l'histoire, c'est-à-dire la politique, la culture, l'économie, les idées et les institutions, doivent être étudiés en étroite association. Purcell s’efforce actuellement d’élargir ce travail et de situer la Méditerranée dans des contextes encore plus vastes afin de montrer comment l’histoire ancienne peut être utilisée pour répondre à des questions historiques globales.